# Thomas Starkey
Pour les articles homonymes, voir Starkey.
Thomas Starkey (1495–1538) est un théoricien politique anglais et un humaniste. Starkey fait ses études à l'université d'Oxford et obtient un Master of Arts au Magdalen College en 1521. Il vit ensuite à Padoue jusqu'environ 1526 ; il y étudie les travaux d'Aristote et admire le gouvernement de Venise.
Starkey écrit entre 1529 et 1532 A Dialogue between Pole and Lupset connu plus tard sous le nom de Starkey's England - cet écrit met en scène un dialogue entre Reginald Pole and Thomas Lupset.
Starkey publie également en 1536 An Exhortation to the People instructing them to Unity and Obedience, un écrit commandé par Thomas Cromwell et défendant l'Acte de suprématie.